# Her Better Self (film 1916)
Her Better Self è un cortometraggio muto del 1916 scritto, sceneggiato, diretto, fotografato e interpretato da Grace Cunard.

## Produzione
Il film fu prodotto dalla Victor Film Company.

## Distribuzione
Distribuito dall'Universal Film Manufacturing Company, il film - un cortometraggio in due bobine - uscì nelle sale cinematografiche statunitensi il 19 gennaio 1916.